# 趙德真
趙德真（1895年12月2日—1975年12月17日）是一名印尼閩南裔華人舞台劇經理和電影製片。

## 早年生活
趙德真出生於一個富裕的華人家庭，在當時是受過優良教育的知識份子，高中學歷畢業，專攻經濟學領域。

## 腳註
1. ↑  此為荷蘭式拚寫法，對應之白話字拼法為Tiō Tek Chin。